# Tatuus

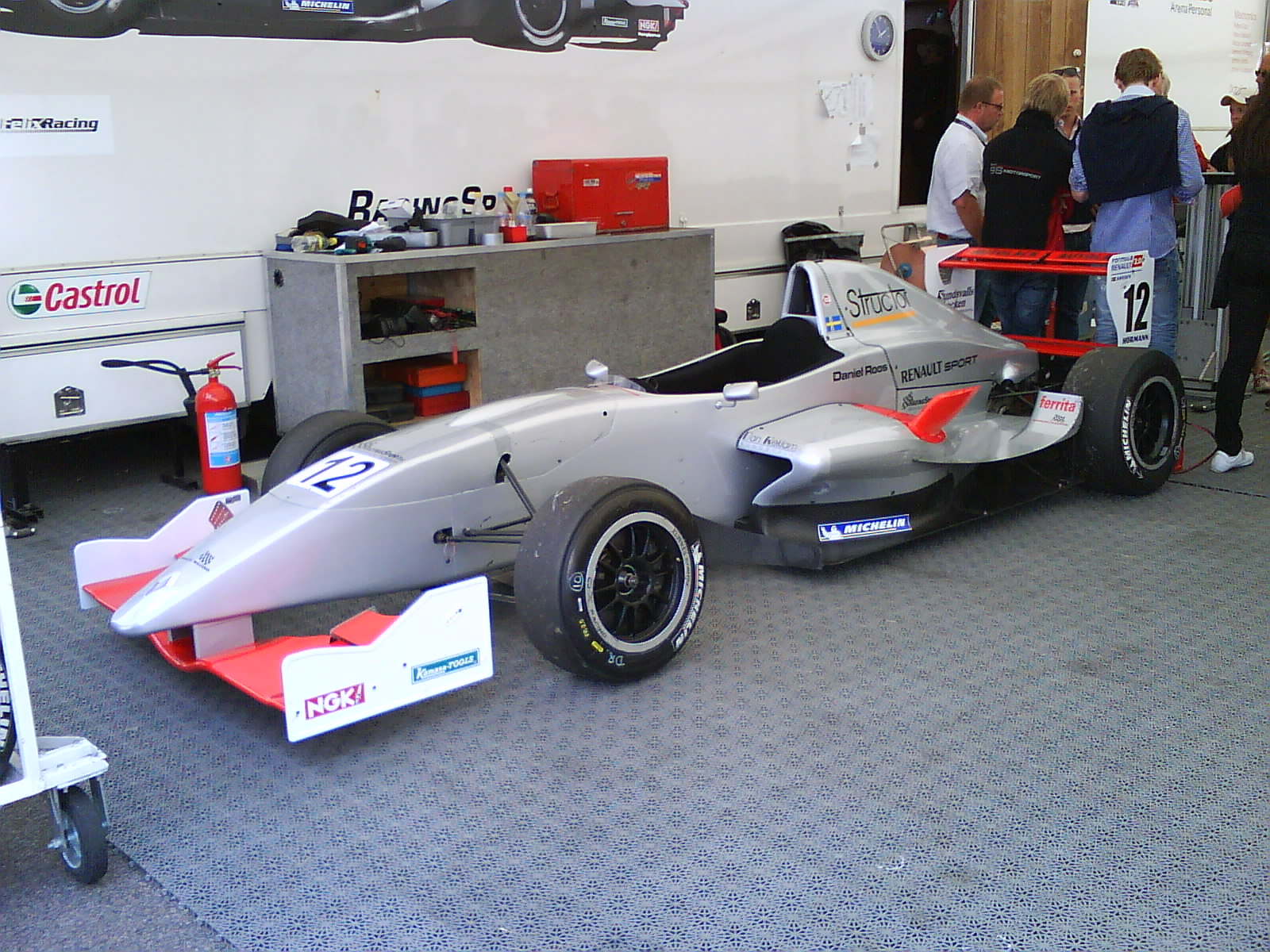
Tatuus FR2000.

Tatuus är en italiensk tillverkare av chassin till formelbilar.

## Historia
Tatuus grundades år 1980, och har designat bilar till många olika formelbilsmästerskap. År 1999 fick de uppdrag av Renault att bygga en Formel Renault-bil till deras tvålitersmästerskap. De skapade då Tatuus FR2000, som har använts ända sedan år 2000. År 2004 byggde de Formula TT104NZ till Toyota Racing Series och 2005 Tatuus FC106 till Formula Challenge Japan.
År 2007 skapade de, tillsammans med N.Technology, en ny formelbilsklass; International Formula Master. Till det mästerskapet byggde man Formula N.T S2000. Serien varade fram till och med 2009, då den lades ned.
De har även gjort Tatuus FA010 till det italienska Formula Abarth-mästerskapet.

## Bilar
- Tatuus FA010 (Formula Abarth)

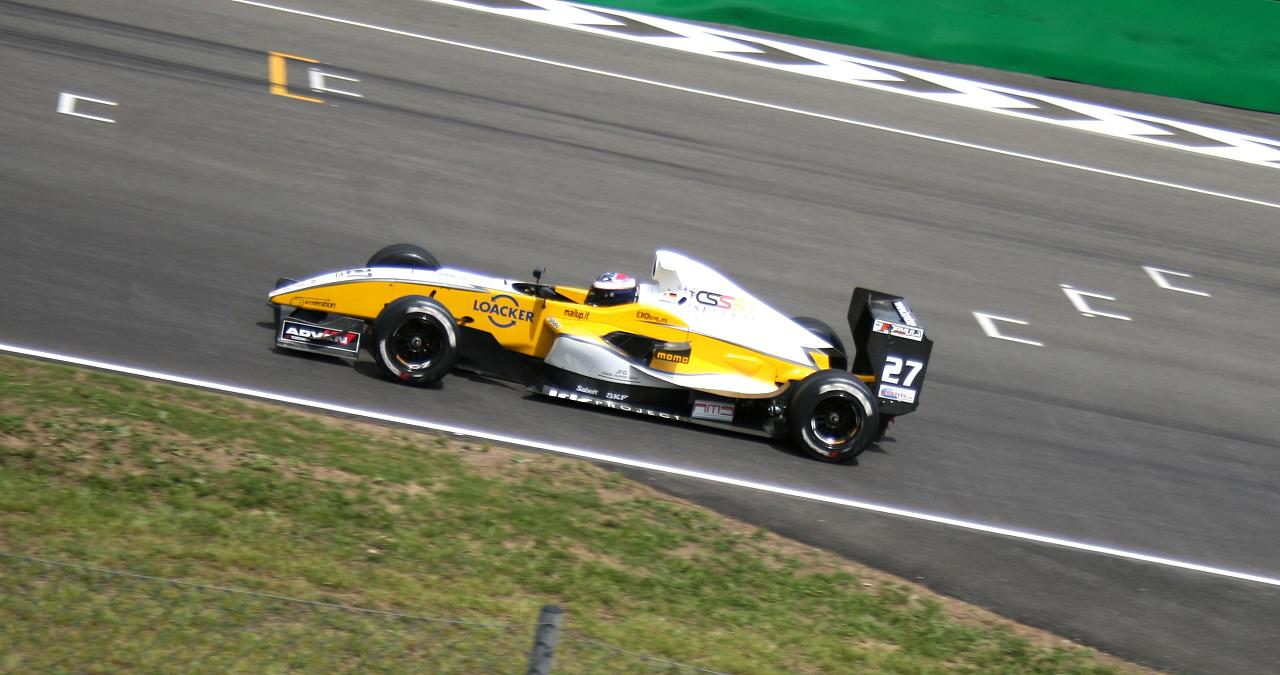
Formula N.T S2000.

- Formula N.T S2000 (International Formula Master)
- Tatuus FR2000 (Formel Renault 2.0)
- Formula Renault V6 (Formula V6 Asia och Formula Renault V6 Eurocup)
- Formula Renault 1.6 (Formel Renault 1.6)
- Formula FC106 (Formula Challenge Japan)
- Formula TT104NZ (Toyota Racing Series)

De har även gjort bilar till följande racingklasser:
- Formula Monza 500cc
- Formula Panda Monza 1000cc
- Formula König
- Formula Marbella
- Formula Alfa Boxer
- Formula Ford 2000
- Formula Ford 1800